# 창평 김씨
창평 김씨(昌平金氏)는 전라남도 담양군 창평면을 본관으로 하는 한국의 성씨이다.
시조 김석규(金錫奎)은 김알지의 후손으로, 고려에서 주부(主簿)를 지냈다.
극 소수의 인원으로 자손은 어디서 무엇을 하는지 조차
찾을 길이 없고 하여 이곳에 글 남기니...
혹여나 본인이 창평 김가 라면 일단 글을 남겨 주시요

-> 현재 42대손까지 잘 살고 있다오

## 참고 자료
- “창원김씨(昌原金氏)”. 뿌리를 찾아서.[깨진 링크(과거 내용 찾기)]